# 春日井市立不二小学校
春日井市立不二小学校（かすがいしりつ ふじしょうがっこう）は、愛知県春日井市出川町にある公立小学校。

## 概要
- 大留町の一部、大留町9丁目、気噴町、気噴町1-6丁目、気噴町北1・2丁目、高蔵寺町1丁目の一部、高蔵寺町2丁目の一部、庄名町、白山町4・5丁目、出川町の一部、出川町1丁目の一部、出川町2－5丁目、東神明町の一部、東神明町1・2丁目、不二町1－3丁目、松本町が校区であり、公立中学校の進学先は春日井市立高蔵寺中学校である[1]。
- 旧・東春日井郡高蔵寺町の小学校であった。
- 校名は、かつてこの地域に存在した、旧・不二村に因む。

## 沿革
この地域には1873年（明治6年）に久木村に第2中学区第63番小学正道学校が設置されたが、わずかな期間で廃校となっている。
- 1949年（昭和24年）4月 - 高蔵寺町立高座小学校から分離し、高蔵寺町立不二小学校として開校する。
- 1953年（昭和28年） - 校舎を増築する。
- 1954年（昭和29年） - 校舎を増築する。
- 1958年（昭和33年）1月1日 - 高蔵寺町が春日井市に編入される。同時に春日井市立不二小学校に改称する。
- 1971年（昭和46年） - 新校舎（鉄筋コンクリート造、現・西館。）が完成する。
- 1974年（昭和49年） - 体育館が完成する。
- 1980年（昭和55年）4月 - 春日井市立北城小学校を分離する。
- 1990年（平成2年） - 東館が完成する。
- 2007年（平成19年）4月 - 春日井市立出川小学校を分離する。

## 交通アクセス
- 名鉄バス春日井線【95系統】「不二小学校前」バス停より徒歩すぐ。
- JR東海中央本線高蔵寺駅下車、徒歩約20分。

## 周辺施設
- 中部大学
- 春日井市立高蔵寺中学校
- 春日井市立出川小学校
- 大垣共立銀行高蔵寺支店
- 名古屋銀行高蔵寺支店